# Matthäus Apelt
Matthäus Apelt, auch Matthäus Appel, 1634 geadelt Matthäus Apelles von Löwenstern (* 20. April 1594 in Neustadt, Erbfürstentum Oppeln; † 11. April 1648 in Breslau, Fürstentum Breslau), war ein deutscher Komponist und Kirchenlieddichter.

## Leben
Apelt war der Sohn eines Sattlers. 1613 war er Lehrer und Kantor in Leobschütz. 1625 wurde er von Herzog Heinrich Wenzel nach Bernstadt berufen, wo er 1631 zum Kanzleisekretär aufstieg. 1635 wurde er zum Fürstlich Oelsschen Rentmeister und Hofkapellmeister berufen. Bereits 1634 wurde er vom böhmischen Landesherrn Kaiser Ferdinand II. als Matthäus Apelles von Löwenstern geadelt. 1639 wurde er zum Kaiserlichen Rat im Fürstentum Breslau ernannt, wo er bis zu seinem Lebensende wirkte.

## Musikalische Werke
Als Musiker pflegte Matthäus Apelt den italienischen konzertanten Stil. Er schuf geistliche Lieder, die zu seiner Zeit sehr populär waren, mehrere Motetten, geistliche Konzerte und andere Werke.
Zur Oper Judith von Heinrich Schütz (Text von Martin Opitz) schuf er einen Männerchor für Tenöre und Bässe mit Continuo unter dem Pseudonym „Matthaeo Leonastro de Longueville“.
Von ihm stammen u. a. folgende Kirchenlieder:
- Herr, unser Gott, laß nicht zuschanden werden (Evangelisches Gesangbuch 247; Melodie)
- Nun preiset alle Gottes Barmherzigkeit (Evangelisches Gesangbuch 502; Text und Melodie)

## Gedenktag
11. April im Evangelischen Namenkalender.